# Stazione di Shin-Yakumo
La stazione di Shin-Yakumo (新八雲駅?, Shin-Yakumo-eki) è una stazione ferroviaria in progetto di Yakumo, cittadina giapponese dell'Hokkaidō. La stazione verrà gestita dalla JR Hokkaido e servirà unicamente l'Hokkaidō Shinkansen, e sarà realizzata a circa 3 km dall'abitato di Yakumo, in un'area attualmente adibita a coltivazioni.

## Linee
JR Hokkaido
Hokkaidō Shinkansen

## Stazioni adiacenti
| ≪                   | Servizio            | ≫                   |
| Hokkaido Shinkansen | Hokkaido Shinkansen | Hokkaido Shinkansen |
| ------------------- | ------------------- | ------------------- |
| Shin-Hakodate       | -                   | Oshamambe           |